# Вотчинная промышленность
Вотчинная промышленность —  промыслы и промышленные предприятия, в основе которых лежал принудительный труд лично или поземельно зависимых простолюдинов, преимущественно крестьян. Произошла из вотчинного ремесла, которое оформилось в Киевской Руси. 

## В России
Появившись как вотчинное ремесло в XI — XII веках, вотчинная промышленность достигает своего расцвета в XVII — XVIII веках. Крупнейшие вотчинники XVII века в России — Б.И. Морозов, князь Н.И. Одоевский, И.Д. Милославский. В XVIII веке винокуренная отрасль вотчинной промышленности (заводы помещиков) производили около 40% всего вина в стране, 1,7 млн. вёдер вина ежегодно. Половина суконных предприятий, 6 стекольных и хрустальных, 14 полотняных мануфактур в стране были помещичьими, вотчинными. Продукция шла в казну — для кораблей, армии. Количество рабочих на таких вотчинных мануфактурах достигало 3 тысяч. Именно помещики начали использовать труд не только крепостных, но и наёмных рабочих, оплачивая его, соответственно, выше. В конце XVIII века доля вотчинных мануфактур составляла 16,5%, в 1840 их количество снизилось до 5%.

## Вотчинные предприятия Украины
На территории Украины в конце XVII —1-й пол. XIX в. вотчинная промышленность сложилась в процессе возникновения и функционирования барских, монастырских, государственных и царских мануфактур. В Западной Украине, в отличие от Левобережной Украины, Слободской и Южной Украины, на большинстве мануфактур применялся труд крепостных, принадлежащих отдельным помещикам, что определяло определенную консервативность этого рода промышленности. Только некоторые из галицких мануфактур впоследствии превратились в фабрики. Определенное количество мануфактурных и кустарно-артельных предприятий функционировало с одновременным использованием труда подданных и вольнонаёмных производителей. Это свидетельствовало о переходном этапе от чисто феодального производства к капиталистическому. Таковыми, в частности, в 1-й трети XVIII века стали Глушковская (Путивльская) суконная, Почепская, Шептаковска и Тапальская полотняные мануфактуры и др. Владельцы вотчинной промышленности (крупнейшими из них были Понятовские, Браницкие, Потоцкие, Горленко, Разумовские, Миклашевские и др.) могли ее продавать, закладывать, дарить. В связи с развитием товарно-денежных отношений данный вид промышленности постепенно терял конкурентоспособность и во 2-й половине XIX века пришёл в упадок окончательно, с 1861 года — ликвидирована.

## См.также
- Вотчина